# Franz Hell
Franz Hell (* 28. Dezember 1899 in Salzburg; † 16. Jänner 1963 ebenda) war ein österreichischer Politiker (ÖVP) und Arbeiterkammersekretär. Er war von 1945 bis 1963 Abgeordneter zum Salzburger Landtag und Präsident des Landtages.

## Ausbildung und Beruf
Hell besuchte die Volks- und Unterrealschule in Salzburg und absolvierte danach eine Kaufmannslehre in Salzburg. Er war ab 1924 als Sekretär des Gehilfenausschusses des Salzburger Handelsgremiums beschäftigt und wurde 1928 Obmann des Deutschen Handels- und Industrieangestelltenverbandes (DHV) der Ortsgruppe Salzburg. 1934 wechselte er als Sekretär der Salzburger Arbeiterkammer, wurde jedoch nach der Machtübernahme der Nationalsozialisten 1938 aus dem Dienst der Arbeiterkammer entlassen. Er war in der Folge zwischen 1939 und 1945 als Industriekaufmann in Salzburg beschäftigt und wurde 1945 wieder bei der Arbeiterkammer angestellt. Zudem war er Mitglied des Viererbeirates zur Liquidierung der Deutschen Arbeitsfront und der Wiedererrichtung der Arbeiterkammer.

## Politik und Funktionen
Hell war in der Zwischenkriegszeit zwischen dem 22. November 1934 und dem 12. März 1938 als Vertreter des Handels und Verkehrs Mitglied des Ständischen Landtags und wurde nach dem Ende des Zweiten Weltkriegs am 12. Dezember 1945 erneut als Landtagsabgeordneter angelobt und noch am gleichen Tag zum Präsidenten des Landtags gewählt. Er war zudem von 1946 bis 1948 geschäftsführender Landesparteiobmann der ÖVP Salzburg und von 1945 bis 1963 Landesobmann-Stellvertreter des Österreichischen Arbeiter- und Angestelltenbundes. In der Zwischenkriegszeit wirkte er zudem von 1933 bis 1938 als Obmann der Angestelltenkrankenkasse in Salzburg.

## Auszeichnungen
- Großes Goldenes Ehrenzeichen mit dem Stern für Verdienste um die Republik Osterreich (1955)[1]
- Ehrenring des Landes Salzburg (1961)